# علی‌مراد داوودی
علی‌مراد داوودی (متولد ۱۳۰۰ در خلخال آذربایجان؛ در ۱۹ نوامبر ۱۹۷۹ مطابق ۲۰ آبان ۱۳۵۸ در تهران ربوده‌شده)، وی نویسنده بیش از ۹۰ نوشتار، استاد فلسفه، مترجم، پژوهشگر و نویسنده ایرانی حوزه فلسفه و علوم تربیتی بود. علی مراد داوودی نخستین فارغ‌التحصیل دکتری فلسفه از دانشگاه‌های ایران بود. او همچنین منشی محفل ملی بهائیان ایران (شورای اداره امور جامعه بهائی در سطح ملی) و استاد فلسفه دانشگاه تهران بود. او در سال ۱۳۵۸ ربوده شد و دیگر خبری از او در دست نیست.
تسلط داوودی بر فلسفهٔ یونان، اسلامی و تاریخ ادیان موجب برجسته‌شدن او شده بود.

## زندگی
دکتر علی مراد داوودی در سال ۱۳۰۰شمسی، در خلخال آذربایجان متولد شد و دوران نوجوانیش را در تبریز گذراند. در همان دوران بود که خانواده داوودی به آیین بهائی ایمان آوردند. بر عکس هم سن و سالانش بیشتر زمان نوجوانی اش را صرف مطالعه و تحقیق می‌کرد.
او بعد از درگذشت پدرش در ۱۸ سالگی راهی تهران شد و پس از گذراندن چهار سال از دانشکده ادبیات فارغ‌التحصیل شد و در وزارت فرهنگ مشغول به کار شد و در همان دوران تدریسِ ادبیات در زنجان با ملکه آفاق ایران پور ازدواج کرد و صاحب ۳ فرزند شد.
داوودی پس از اخذ درجه کارشناسی در رشته فلسفه به کار دبیری در دبیرستان‌ها پرداخت. دکترای فلسفه و علوم تربیتی از دانشگاه تهران گرفت و پس از اخذ دکترا در سمت استادی در دانشگاه تهران مشغول شد. رسالهٔ دکترای او ترجمه‌ای بوده است همراه با مقدمه و تعلیقات از کتاب نفس اثر ارسطو. این کتاب در دانشگاه تهران به طبع رسید. اثر مهم دکتر داوودی پس از آنکه از وزارت آموزش و پرورش به دانشگاه منتقل شد، ترجمه دو مجلد از «تاریخ مفصل فلسفه» اثر امیل بریه بود که به فلسفه اهل باستان مربوط می‌شد.
دکتر داوودی در ۲۰ آبان ۱۳۵۸ طبق معمول هر روز بعدازظهر، به پارک لاله تهران رفت تا ساعتی قدم بزند ولی هیچ‌گاه بازنگشت. مرجان داوودی، دختر او که آن زمان هیجده سال داشت می‌گوید: «با تعدادی از دوستان ایشان به پارک رفتیم تا تحقیق کنیم و ببینیم کجا هستند. نگهبان پارک توضیح داد که یک جیپ آمد و او را به زور داخل ماشین کرد. ما حدس زدیم که این جیپ باید دولتی باشد، زیرا هر ماشینی اجازه ورود به پارک را نداشت. وقتی چند ساعت بعد دوستانش دوباره سراغ نگهبان پارک رفتند او همه چیز را تکذیب کرد.» این اتفاق در زمانی افتاد که تعدادی از بهائیان اعدام و تعداد قابل توجهی همچون علی‌مراد داوودی ربوده شد و از سرنوشت آنها تا الان خبری در دست نیست. اظهار بی اطلاعی مسئولان حکومتی به شایعات دربارهٔ سرنوشت ناپدیدشدگان دامن می‌زد. مرجان می‌گوید: «تقریباً به تمام ارگان‌های مسئول مراجعه کردیم. هیچ‌کدام پاسخگو نبودند و تکذیب می‌کردند که دولت دست اندرکار باشد. ما تا مدت‌ها امیدوارم بودیم که پیدایش کنیم ولی حدس می‌زدیم مثل خیلی‌ها در آن زمان تحت فشار و شکنجه است تا عقیده‌اش را انکار کند یا تقصیری بر گردن بگیرد. این گمانه‌زنی‌ها و بی‌خبری‌ها خیلی برای ما آزار دهنده بود.»

## آثار

### کتاب‌ها
- دربارهٔ نفس، ارسطو، علی‌مراد داودی (مترجم)، تهران: انتشارات حکمت
- تاریخ فلسفه، (دو جلد اول)، امیل بریه، علی‌مراد داودی (مترجم)، تهران: مرکز نشر دانشگاهی
- روح فلسفه قرون وسطی، اتین ژیلسون، علی‌مراد داودی (مترجم)، تهران: شرکت انتشارات علمی و فرهنگی، چاپ اول ۱۳۶۶
- شناسایی و هستی (تاریخ فلسفه موضوعی)، لئون مینار، علی‌مراد داوودی (مترجم)، تهران: دهخدا، ۱۳۴۷
- مقالات داودی، علی‌مراد داودی، سید ابراهیم اشک‌شیرین (به اهتمام)، ناشر: خوارزمی
- عقل در حکمت مشاء؛ از ارسطو تا ابن‌سینا (در شرح آرای ارسطو راجع به نفس و عقل، سیر عقاید مشائین بعد از ارسطو راجع به عقل، نفس و عقل)، تهران: انتشارات حکمت، ۱۳۸۷[۸]
- الوهیت و مظهریت (مجموعه آثار جلد دوم)، انتشارات مؤسسه معارف بهائی، صفحات ۳۷۴[۹]
- مقالات و رسائل در مباحث متنوعه (مجموعه آثار جلد سوم)، مؤسسه معارف بهائی، صفحات ۴۰۵[۱۰]
- انسان در آئین بهائی (مجموعه آثار جلد اول)، مؤسسه مطبوعات امری، صفحات: ۳۶۵[۱۱]
- ملکوت وجود (مجموعه آثار جلد چهارم)

### گفتارها
برخی از گفتارهای او به صورت نوار ضبط شده که پیرامون موضوعات گوناگون است؛ ایشان سخن‌وری توانا با کلامی فاخر، شورانگیز و الهام‌بخش بود که والاترین مباحث و آراء فلسفی عرفانی و اخلاقی را به زیباترین شیوه با چهره‌ای آرام و مهربان به شاگرداناش القا می‌کرد. گویی که پدر مهربان یکایک آن‌هاست. دکتر علیمراد داوودی درس اخلاق، ژرف‌نگری، وسعت نظر و عظمت جایگاه روح انسانی را به شاگرداناش آموخت تا آیندگان از حماسه او طریق عشق بیاموزند. برخی از این نطق‌ها بعدها در برخی مجموعه‌ها جمع‌آوری و به طبع رسید:
- ایران دوستی، چاپ در روزنه‌های امید در آستانه قرن بیست و یکم، فرزین دوستدار، انتشارات Duncker & Humblot - Berlin
- روح انسان
- اثبات الوهیت
- دربارهٔ الوهیت - مبحث اثبات الوهیت (در قالب پرسش و پاسخ - منتشر شده در مجموعه آثار جلد دوم)
- در مقابل محیط (منتشر شده در مجموعه آثار جلد اول)
- تطابق علم و دین (منتشر شده در مجموعه آثار جلد اول)

### مقالات
- بحث دربارهٔ بعضی از دلایل اثبات وجود خدا (منتشر شده در مجموعه آثار جلد دوم)